# Zhongjianichthys rostratus
Zhongjianichthys rostratus (лат.) — вид бесчелюстных или базальных хордовых из семейства Myllokunmingiidae, единственный известный науке в роде Zhongjianichthys. Обитали в нижнекембрийских морях. Образцы животных найдены в сланцах Маотяньшань (Китай).
Рассматривается как раннее бесчелюстное и, следовательно, близкий родственник предка всех позвоночных. Присутствует брюшной плавник.